# Ingeborg Bronsart von Schellendorf
Ingebort Starck van Bronsart von Schellendorff (Sant Petersburg, Rússia, 24 d'agost de 1840-Múnic, Alemanya, 17 de juny de 1913) fou una pianista i compositora russa de pares suecs i casada amb el director d'orquestra Hans Bronsart von Schellendorff.
Fou deixebla de Henselt i, com el seu marit, de Liszt. El 1859 donà concerts a París, on aconseguí molts èxits.
Com a compositora va escriure diversos cants i operetes, entre les quals destaquen Jerry und Bateli amb lletra de Goethe, estrenada amb èxit a Weimar, i König Hiarne.